# Moon Safari
Moon Safari är den franska musikduon Airs debutalbum från 1998. Skivan blev en stor försäljningsframgång och exponerade den elektroniska musikstilen "downbeat" för den breda skivpubliken. Även kritikermottagandet var till stor del positivt och albumet röstades fram till det åttonde bästa i 1998 års Pazz & Jop.
Albumet finns med i Robert Dimerys bok 1001 album du måste höra innan du dör.

## Låtlista
Alla låtar är skrivna av Air.
1. "La femme d'argent" – 7:08
2. "Sexy Boy" – 4:57
3. "All I Need" – 4:28
4. "Kelly Watch the Stars" – 3:44
5. "Talisman" – 4:16
6. "Remember" – 2:34
7. "You Make It Easy" – 4:00
8. "Ce matin-là" – 3:38
9. "New Star in the Sky (Chanson pour Solal)" – 5:38
10. "Le voyage de Pénélope" – 3:10

## Listplaceringar
- UK Albums Chart, Storbritannien: #6[2]
- Nederländerna: #27[3]
- Frankrike: #21[4]
- VG-lista, Norge: #13[5]
- Sverigetopplistan: #52[6]